# Orlando Pirates Sport Club
L’Orlando Pirates Sport Club è una società calcistica di Windhoek, capitale della Namibia. Milita nella massima divisione del campionato namibiano e ha sede a Katutura, a nord della città. Disputa le partite interne nello Stadio Sam Nujoma (25.500 posti), situato nella zona meridionale della capitale.
Il Club è noto anche con il nome di Buccaneers.

## Palmarès
- Campionati namibiani: 7

1990, 2008
- Coppa della Namibia: 3

2002, 2006, 2008